# Pascale Braconnot

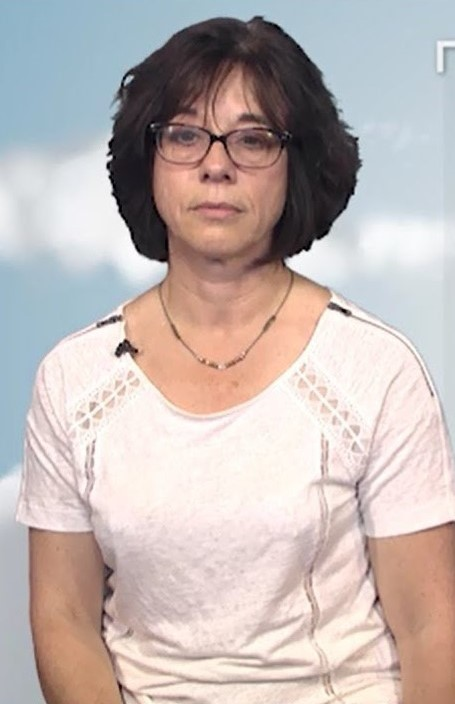
Pascale Braconnot, 2016

Pascale Braconnot ist eine französische Klimatologin und Professorin für Klimawandel. Sie forscht  und unterrichtet am Laboratoire des Sciences du Climat et de l'Environnement (LSCE) (Labor für Klima- und Umweltwissenschaften) des Institut Pierre-Simon-Laplace in Gif-sur-Yvette. Sie war an der Erstellung des vierten und fünften Sachstandsberichts des IPCC beteiligt.
Sie ist Mitglied der Gruppe Modeling the Earth Response to Multiple Anthropogenic Interactions and Dynamics (MERMAID). Ihre Forschungsschwerpunkte sind der Austausch zwischen Ozean und Atmosphäre, die Versauerung der Meere und Klimamodelle. Sie untersucht vergangene Klimata, um die Rolle von Klimarückkopplungen besser zu verstehen. Außerdem hat sie sich mit der Bahnneigung und der Präzession während der Warmzeit beschäftigt.

## Leben
Pascale Braconnot erhielt 1992 einen Doktortitel in Meereskunde von der Universität Paris 6. Während ihrer Doktorarbeit beschäftigte sie sich mit tropischen Ozeanmodellen unter Verwendung statistischer Methoden. Sie beschäftigt sich mit der Verstärkung des asiatischen und afrikanischen Monsuns während des Holozäns. Sie war eine der ersten, die ein dreidimensionales Ozeanmodell verwendete, um die Bedeutung der ozeanischen Rückkopplung bei der Eisbildung zu zeigen. Sie arbeitet an El Niño und dem Strahlungsantrieb des Holozäns.
1992 wurde sie in das Commissariat à l’énergie atomique et aux énergies alternatives (CEA) berufen.
2008 hat sie am Paleoclimate Modeling Intercomparison Project teilgenommen, das die Ergebnisse von Klimamodellen analysiert.
2014 erhielt Pascale Braconnot ein mit 2,7 Millionen Euro dotiertes Stipendium der BNP-Paribas-Stiftung für Klimaforschung. Sie namm am vierten und fünften Sachstandsbericht des IPCC teil. Sie wurde 2017 ausgewählt, am Scoping-Meeting für den sechsten Sachstandsbericht des IPCC teilzunehmen.
2017 unterzeichnete Pascale Braconnot einen Brief an Emmanuel Macron, in dem sie ihre Besorgnis über den Ausstieg Frankreichs aus der Kernenergie zum Ausdruck bringt.
2019 wurde sie zum Mitglied und 2023 zur stellvertretenden Vorsitzenden des gemeinsamen wissenschaftlichen Ausschusses des Weltklimaforschungsprogramms (World Climate Research Programme) gewählt.

## Preise und Auszeichnungen
- 2009: Milutin Milankovic Medal der European Geosciences Union[15]
- 2012: Ritter der Ehrenlegion[16]
- 2015: Aufnahme in die Academia Europaea[17]